# Mișcarea Internațională de Cruce Roșie și Semilună Roșie

Emblema CICR.

Mișcarea Internațională de Cruce Roșie și Semilună Roșie este o mișcare umanitară internațională a cărei misiune este de a proteja viața și sănătatea oamenilor, de a asigura respectul față de ființa umană, de a preveni și alina suferința oamenilor, fără vreo discriminare de naționalitate, rasă, religie, clase sociale sau opinii politice.
Termenul cel mai răspândit este de Crucea Roșie Internațională, deși acesta este folosit greșit, deoarece nu există nicio organizație cu acest nume. În realitate, mișcarea constă în mai multe organizații distincte, independente din punct de vedere legal, însă unite în cadrul aceleiași mișcări prin principii de bază, obiective, simboluri, statute și organe de conducere comune.

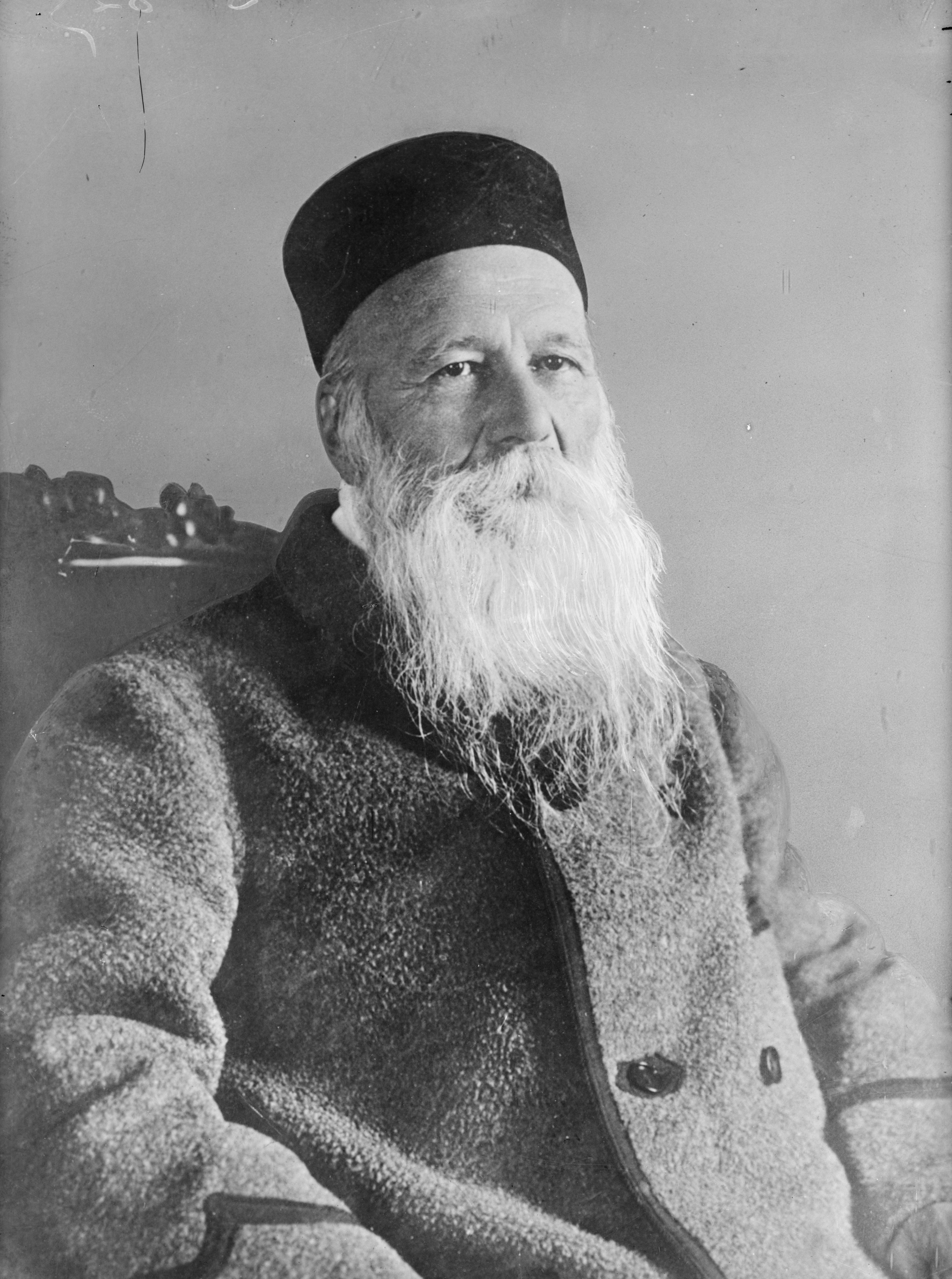
Henry Dunant

## Părțile componente ale mișcării
Părțile componente ale mișcării sunt:
- Comitetul Internațional al Crucii Roșii (CICR) este o instituție umanitară privată, înființată în 1863, la Geneva, Elveția. Comitetul cuprinde 25 de membri și are o autoritate unică în cadrul dreptului internațional umanitar privind protejarea vieții și demnității victimelor conflictelor armate naționale și internaționale.

- Federația Internațională a Societăților de Cruce Roșie și Semilună Roșie a fost înființată în 1919. Astăzi coordonează activitățile întreprinse între cele 185 de Societăți Naționale de Cruce Roșie și Semilună Roșie. Sediul Federației se află la Geneva, Elveția.

- Societățile Naționale de Cruce Roșie și Semilună Roșie există în aproape toate țările lumii. La ora actuală, 185 de societăți naționale sunt recunoscute de Comitetul Internațional al Crucii Roșii și admise ca membre cu drepturi depline în cadrul Federației. Fiecare entitate lucrează în țara de origine.

## Istoria Mișcării
Vezi și: Camillo de Lellis

#### Henry Dunantla Solferino

Steagul Elveției

Simbolul Crucii Roșii.

Până la mijlocul secolului al XIX-lea nu au existat sisteme și instituții de adunare și îngrijire a răniților militari sau civili, în războaie și alte conflicte armate, sau catastrofe cu un număr mare de lezați, unde să fie găzduiți și tratați cei răniți pe câmpurile de luptă. În iunie 1859, omul de afaceri elvețian Henry Dunant călătorește în Italia pentru a se întâlni cu împăratul Franței, Napoleon al III-lea, pentru a discuta problemele de afaceri din Algeria, la aceea vreme ocupată de Franța. Ajuns în micul oraș Solferino pe data de 24 iunie, elvețianul este martor al Bătăliei de la Solferino, o confruntare din cadrul Războiului Austro-Sardinian. Într-o singură zi, aproximativ 40.000 de soldați aparținând ambelor tabere au fost abandonați pe câmpul de luptă, morți și răniți. Henry Dunant este șocat de aceste lucruri, de suferințele soldaților răniți și de lipsa personalului medical calificat și a medicamentelor pentru îngrijirea acestora, precum și a instrumentelor de acordare a îngrijirii medicale primare. Dunant abandonează complet scopul inițial al călătoriei sale și pentru mai multe zile lucrează ca voluntar pentru a ajuta la îngrijirea celor răniți. Reușește să organizeze un grup de ajutor format din localnici, pe care îi convinge să-i ajute pe cei aflați în nevoie, fără discriminare.
Până atunci, la încetarea luptelor se strecurau printre morți și răniți rude și prieteni, pentru ajutorarea răniților, sau recuperarea cadavrelor, dar și hoți și criminali căutători de lucruri de valoare, cu prețul amputării de degete și uciderii celor care mai încercau să se opună. Pentru a nu fi atacat de răniți, Dunant flutură un steag care poate fi considerat neutru, un negativ al steagului elvețian (fond roșu cu o cruce albă la mijloc) obținut în pripă prin desenarea unei cruci roșii pe o pânză albă.
Întors la Geneva scrie o carte numită Amintiri din Solferino, publicată din banii proprii în 1862. A trimis copii ale acestei cărți liderilor politici și militari din întreaga Europă. Pe lângă relatarea experienței trăite la Solferino în 1859, el pledează pentru formarea unor organizații naționale voluntare care să ajute la acordarea de îngrijiri medicale soldaților răniți în timpul războiului și elaborarea de tratate internaționale care să garanteze protecția celor răniți pe câmpurile de luptă.

#### Înființarea CICR
La 9 februarie 1863, la Geneva, Henry Dunant înființează „Comitetul celor cinci” cu scopul de a examina ideile expuse în cartea sa și de a organiza o conferință pentru implementarea lor. Ceilalți patru membri au fost avocatul Gustave Moynier, medicul chirurg Louis Appia, Théodore Maunoir de la Comisia pentru Igienă și Sănătate de la Geneva și generalul elvețian Guillaume-Henri Dufour. Opt zile mai târziu, cei cinci decid modificarea numelui comitetului în „Comitetul Internațional pentru Ajutorarea Răniților”. În perioada 26–29 octombrie 1863, se desfășoară la Geneva conferința internațională, cu scopul de a dezvolta măsurile pentru îmbunătățirea serviciilor medicale de pe câmpurile de luptă. La conferință participă 36 de persoane: optsprezece delegați oficiali ai unor guverne naționale, șase delegați din partea unor organizații non-guvernamentale, șapte delegați străini neoficiali și cei cinci membri ai Comitetului Internațional. Statele reprezentate de delegații oficiale au fost: Baden, Bavaria, Franța, Marea Britanie, Hanovra, Hessa, Italia, Olanda, Austria, Prusia, Rusia, Saxonia, Suedia și Spania. Dintre rezoluțiile finale ale conferinței adoptate la 29 octombrie 1863, cele mai importante au fost:

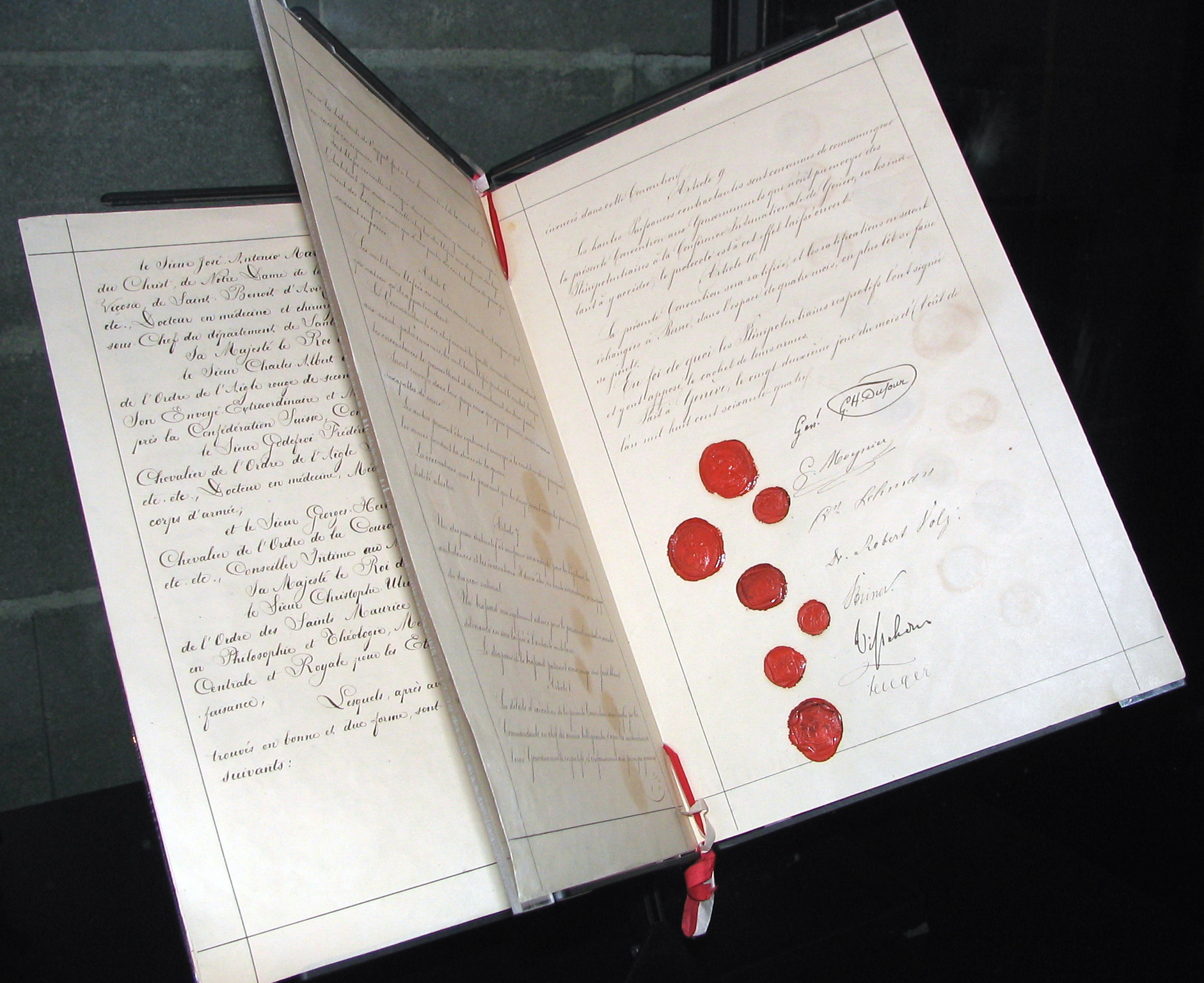
Documentul original al primei Convenții de la Geneva, 1864.

- Înființarea unor societăți naționale pentru ajutorarea soldaților răniți;
- Neutralitate și protecție pentru soldații răniți;
- Utilizarea de forțe voluntare pentru ajutorarea celor aflați pe câmpurile de luptă;
- Introducerea unor semne distinctive comune pentru personalul medical, și anume, o cruce roșie pe mânecă.

La doar un an mai târziu, guvernul elvețian invită guvernele tuturor statelor europene, precum și cele ale Statelor Unite ale Americii, Braziliei și Mexicului să participe la o conferință diplomatică oficială. Șaisprezece țări trimit un total de 26 de delegați la Geneva. La 22 august 1864, conferința adoptă prima Convenție de la Geneva „pentru ameliorarea condițiilor răniților de pe câmpurile de luptă”. Reprezentanți a 12 state au semnat convenția: Baden, Belgia, Danemarca, Elveția, Franța, Hessa, Italia, Olanda, Portugalia, Prusia, Spania și Württemberg. Convenția este compusă din zece articole, stabilind pentru prima dată reguli legale care garantează neutralitatea și protecția soldaților răniți, personal medical pe câmpurile de luptă și instituții umanitare specifice conflictelor armate. Convenția definește două criterii pentru recunoașterea societăților naționale aparținând Comitetului Internațional: 
- Societatea națională trebuie să fie recunoscută de către propriul guvern național;
- Guvernul național al respectivei țări trebuie să fie parte a Convenției de la Geneva.

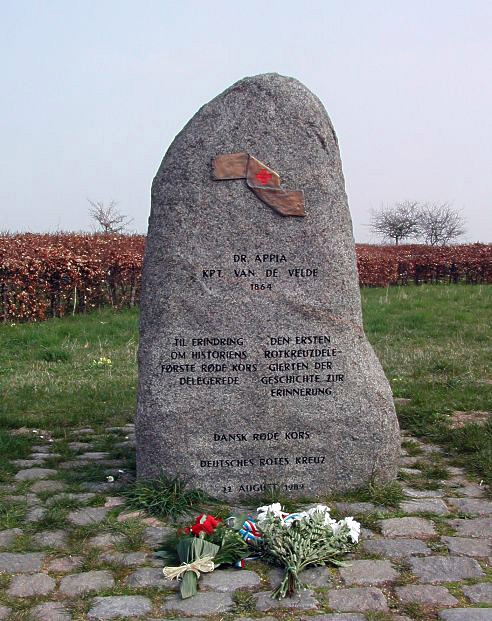
Memorial - Prima folosire a simbolului Crucii Roșii într-un conflict armat, Dybbøl, Danemarca în 1864.

Imediat după adoptarea Convenției de la Geneva, s-au format primele societăți naționale în Belgia, Danemarca, Franța, Oldenburg, Prusia, Spania și Württemberg. De asemenea, în 1864, Louis Appia și Charles van de Velde, căpitan al Armatei Olandeze devin primii delegați independenți și neutri care activează sub egida Crucii Roșii într-un conflict armat. Trei ani mai târziu, în 1867, are loc loc prima Conferință Internațională a Societăților Naționale de Ajutor Pentru Îngrijirea Victimelor de Război.
Neglijarea afacerilor datorată activității desfășurate în cadrul Comitetului Internațional îl aduce pe Dunant în stadiul de faliment (1867). Controversele în ceea ce privește afacerile lui Dunant, părerea proastă pe care publicul o avea despre el și conflictul cu Gustave Moynier, duc la demiterea sa din poziția de membru și secretar al organizației. Este acuzat de fraudă și forțat să părăsească Geneva, nemaiîntorcându-se vreodată în orașul natal. În anii următori vor fi înființate societăți naționale în aproape toate țările Europei. În 1876, comitetul adoptă numele de Comitetul Internațional al Crucii Roșii (CICR), nume păstrat până astăzi. Cinci ani mai târziu, se înființează Crucea Roșie Americană, în genere datorită eforturilor depuse de Clara Barton. Din ce în ce mai multe țări aderă la Convenția de la Geneva și încep să-i respecte prevederile pe timp de război. La scurt timp, Crucea Roșie devine o organizație foarte respectată la nivel internațional, iar societățile naționale cresc în popularitate și ca număr de voluntari.
Acordarea primului Premiu Nobel pentru Pace în 1901 de către Comitetul Norvegian al Premiului Nobel îi are ca laureați pe Henry Dunant și Frédéric Passy, un pacifist cunoscut la nivel internațional. Mult mai importantă decât premiul în sine, recunoașterea oficială din partea Comitetului Internațional al Crucii Roșii a reprezentat reabilitarea oficială a lui Dunant și a reprezentat și o recompensă pentru rolul său-cheie în înființarea Crucii Roșii. Dunant moare nouă ani mai târziu în micul oraș elvețian Heiden. Cu doar două luni mai devreme, adversarul său, Gustave Moynier moare la rându-i, rămânând în istorie drept cel mai longeviv președinte al organizației.
Convenția de la Geneva din 1864 este revizuită pentru prima dată în 1906. Un an mai târziu, prima Convenție de la Haga adoptată în cadrul celei de a Doua Conferință Internațională de Pace de la Haga lărgește raza de acțiune a Convenției de la Geneva și asupra problemelor maritime. La scurt timp după începerea Primului Război Mondial, în 1914, la 50 de ani de la înființarea CICR și de la adoptarea primei Convenții de la Geneva existau deja 45 de societăți naționale de ajutorare în toată lumea. Mișcarea se extinde în Europa și America de Nord, ajungând până în America Centrală și America de Sud (Argentina, Brazilia, Chile, Cuba, Mexic, Peru, El Salvador, Uruguay, Venezuela), Asia (Republica China, Japonia, Coreea, Siam) și în Africa (Africa de Sud).
Între anii 1916 și 1918, CICR lansează cărți poștale cu imagini din lagărele de concentrare în care se aflau prizonieri de război. Imaginile ilustrau activitățile de zi cu zi ale prizonierilor, cum ar fi distribuirea scrisorilor primite de acasă. Intenția CICR a fost aceea de a da speranță familiilor prizonierilor de război și de a le diminua temerile pentru soarta celor dragi. După încheierea războiului, CICR organizează repatrierea a aproximativ 420.000 de prizonieri de război. În 1920, sarcina repatrierilor a fost cedată nou-înființatei Ligi a Națiunilor, care îl numește pe diplomatul și omul de știință norvegian Fridtjof Nansen în funcția de „Înalt comisar pentru repatrierea prizonierilor de război”. Mandatul său legal a fost extins mai târziu pentru a susține eforturile întreprinse pentru prizonierii de război și pentru persoanele strămutate. Funcția este redenumită ca „Înalt comisar al Ligii Națiunilor pentru refugiați”. Nansen, care a inventat Pașaportul Nansen pentru refugiații apatrizi, a fost laureat al Premiului Nobel pentru Pace în anul 1922.

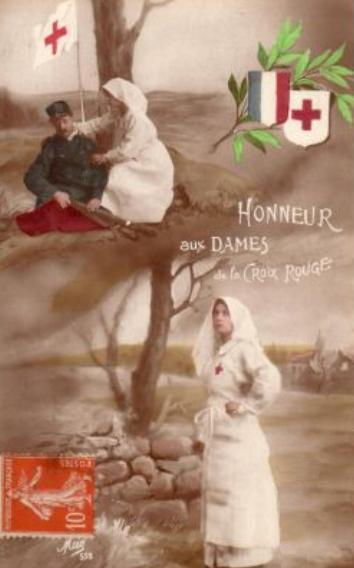
Carte poștală franceză celebrând rolul Crucii Roșii în Primul Război Mondial, 1915.

Anterior încheierii războiului, în 1917, CICR primește Premiul Nobel pentru Pace, datorită extraordinarei sale activități din timpul conflictului. A fost singurul Premiu Nobel acordat între 1914 și 1918. În 1923, Comitetul adoptă o schimbare a politicii sale în ceea ce privește admiterea noilor membri. Până atunci, numai locuitorii orașului Geneva puteau presta servicii pentru Comitet. Această limită a fost extinsă la toți cetățenii elvețieni. Ca o consecință directă a Primului Război Mondial în 1925 este adoptat un protocol adițional Convenției de la Geneva, care scotea în afara legii folosirea de gaze otrăvitoare și agenți biologici ca arme. Patru ani mai târziu, Convenția originală este revizuită, și astfel se organizează a Doua Convenție de la Geneva „privitoare la tratamentele aplicate prizonierilor de război”. Evenimentele din timpul Primului Război Mondial și activitatea întreprinsă de către CICR în acest sens au condus la o creștere semnificativă a reputației și autorității Comitetului în cadrul Comunității Internaționale, ducând la extinderea competențelor sale.
În anul 1934, este adoptată propunerea pentru o convenție adițională privitoare la protecția populației civile în timpul conflictelor armate, în cadrul Conferinței Internaționale a Crucii Roșii. Din nefericire, majoritatea guvernelor a avut un interes foarte scăzut în ceea ce privește implementarea acestor măsuri, acest lucru împiedicând aplicarea convenției înainte de al Doilea Război Mondial.

#### CICR în timpul Primului Război Mondial
Odată cu declanșarea Primului Război Mondial, CICR s-a confruntat cu provocări uriașe, provocări care puteau fi rezolvate numai cu ajutorul societăților naționale de Cruce Roșie. Asistenții Crucii Roșii din întreaga lume, inclusiv din Statele Unite și Japonia, au venit în sprijinul medicilor forțelor armate ale statelor europene implicate în război. La data de 15 octombrie 1914, imediat după declanșarea războiului, CICR a creat Agenția Pentru Prizonierii de Război (APR), care a avut aproximativ 1.200 de voluntari la sfârșitul lui 1914. La sfârșitul războiului, Agenția a transferat aproximativ 20 de milioane de scrisori și mesaje, 1,9 milioane de pachete și aproape 18 milioane de franci elvețieni, reprezentând donații către agențiile APR din toate statele afectate. 

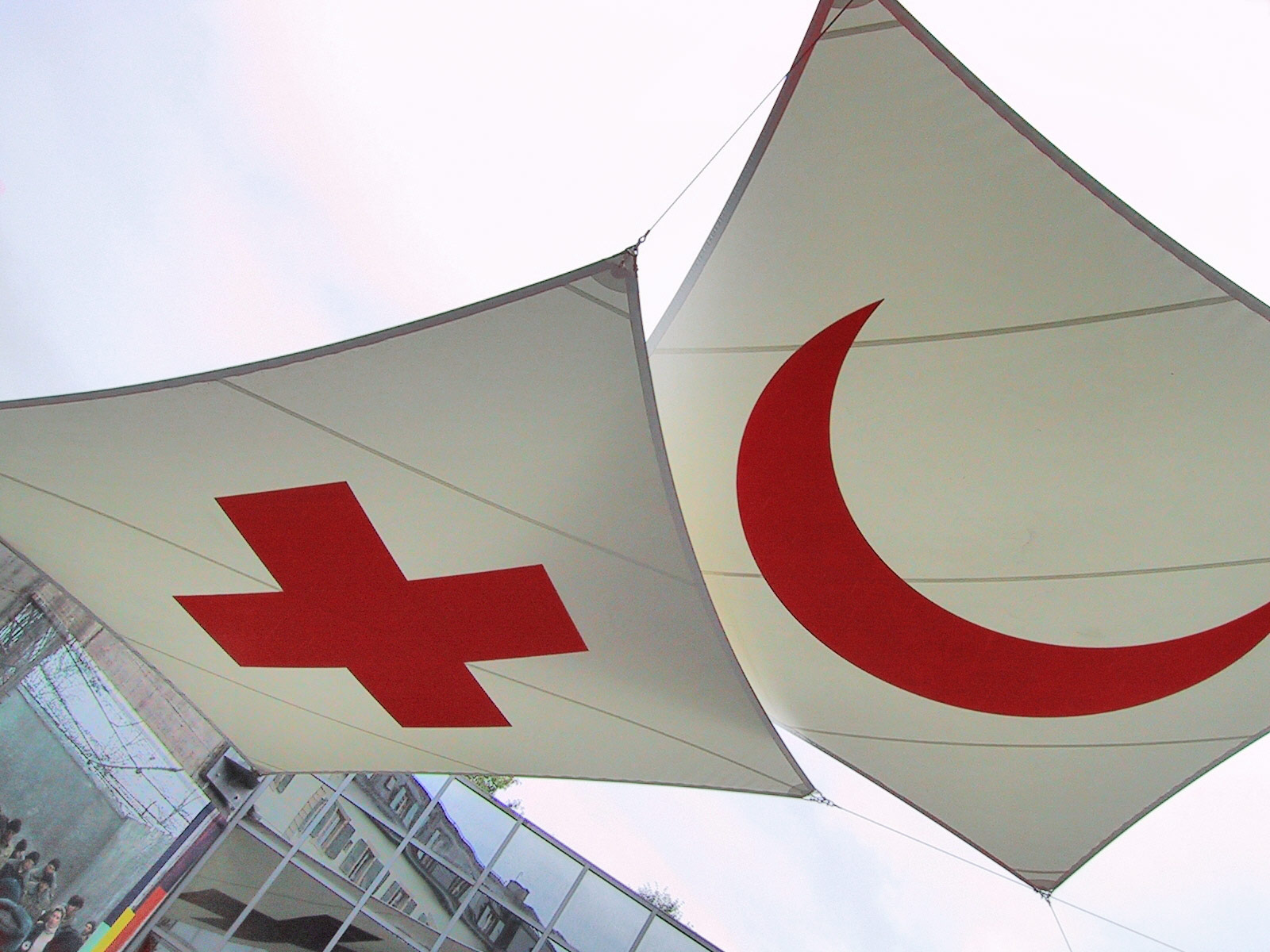
Emblemele Crucii Roșii și Semilunii Roșii.

Mai mult, datorită intervenției Agenției, aproape 200.000 de prizonieri au fost schimbați între părțile implicate în război, eliberați din captivitate și trimiși în țările de origine. Organizația a reușit, de asemenea să identifice 2 milioane de prizonieri de război, care au fost ajutați să-și contacteze familiile.
Pe durata întregului război, CICR a monitorizat părțile implicate în luptă, pentru ca acestea să respecte prevederile Convenției de la Geneva din 1907. Când armele chimice au fost folosite pentru prima dată în istorie, CICR a protestat vehement împotriva acestui nou tip de armă. Chiar dacă nu a primit un mandat, CICR a încercat să amelioreze suferințele populației civile. În teritoriile care au fost denumite oficial „teritorii ocupate”, CICR a asistat populația civilă, în baza Convenției de la Haga din 1907. În baza acestei convenții, CICR a acționat și în privința prizonierilor de război.

#### CICR în al Doilea Război Mondial

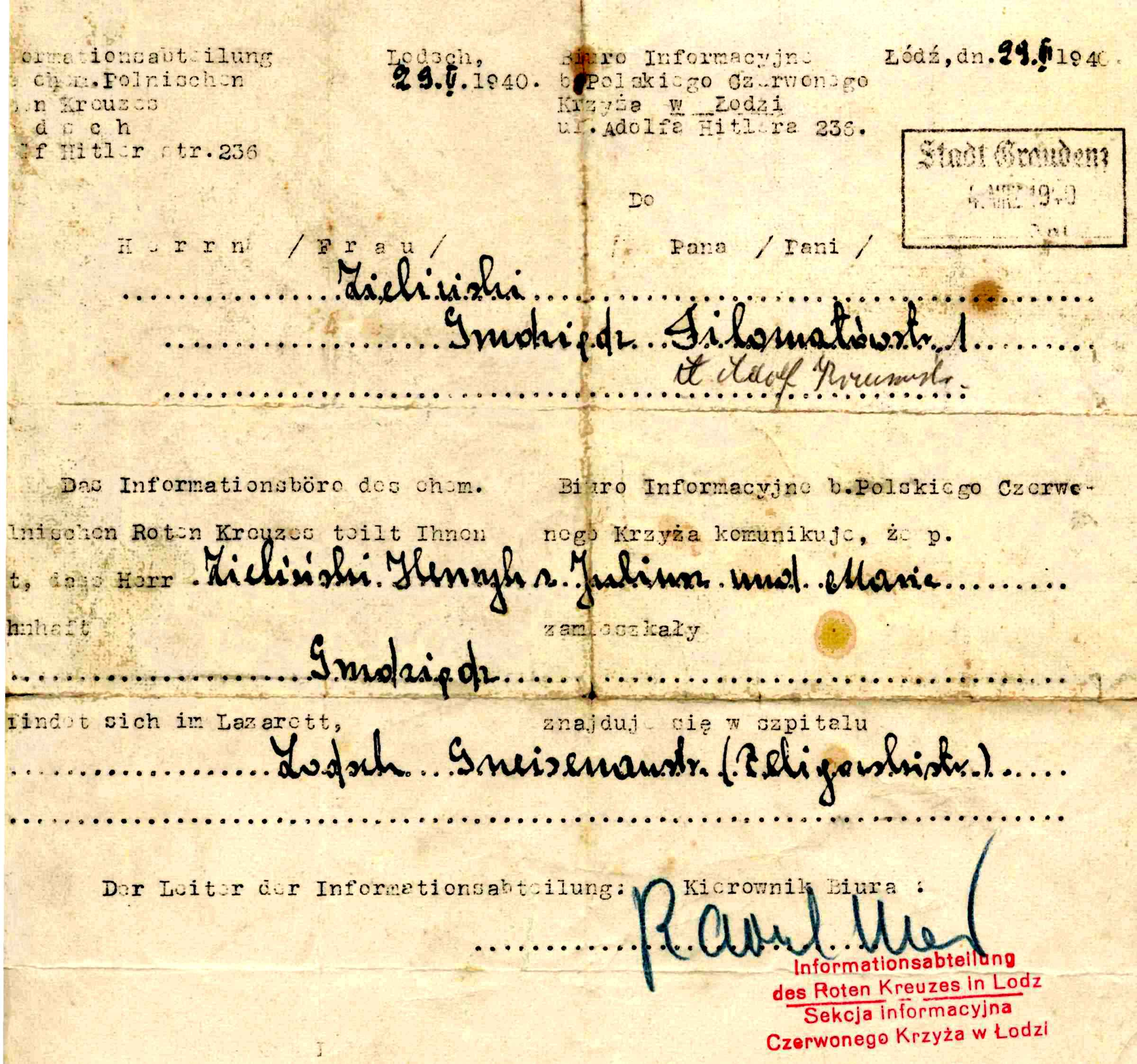
Mesaj al Crucii Roșii din Łódź, Polonia, 1940.

Baza legală a activității CICR în timpul celui de-al Doilea Război Mondial a reprezentat-o Convenția de la Geneva, în forma sa din 1929. Activitățile Comitetului erau similare celor din Primul Război Mondial: vizitarea și monitorizarea locațiilor în care se aflau prizonierii de război, asistarea populației civile și asigurarea schimbului de mesaje legate de prizonieri și persoane dispărute. Până la sfârșitul războiului, 179 de delegați au condus 12.750 de vizite în locurile în care se aflau prizonieri de război în 41 de țări. Prin intermediul Agenției Centrale de Informații Despre Prizonierii de Război (Zentralauskunftsstelle für Kriegsgefangene), au fost trimise 120 de milioane de mesaje. Un obstacol major a fost Crucea Roșie Germană, care era controlată de naziști, și care nu a respectat anumite legi ale Convenției de la Geneva, cum ar fi deportarea evreilor din Germania și asasinatele în masă din lagărele de concentrare, conduse de guvernul german. În plus, alte două mari părți combatante, Uniunea Sovietică și Japonia, făceau parte din Convenția de la Geneva din 1929 și nu erau obligate legal să urmeze regulile acesteia.
În timpul celui de Al Doilea Război Mondial, CICR a adoptat o politică de neutralitate ambiguă, politica celor trei maimuțe: a nu vedea, a nu auzi, a nu comenta. Grija comitetului CICR de a nu risca un conflict cu puterile Axei a fost așa de mare încât inobediența unui adevărat erou al CICR, Louis Haefliger, delegatul organizației în lagărul Mauthausen (vezi mai jos) s-a soldat cu o rușinoasă admonestare oficială care a fost anulată doar în anul 1990. CICR nu a reușit să încheie un acord cu Germania Nazistă legat de tratamentul deținuților din lagărele de concentrare și nu a făcut presiuni asupra Germaniei pentru respectarea angajamentelor cu privire la prizonierii de război. CICR nu a reușit nici să formuleze un răspuns la informațiile potrivit cărora evreii erau uciși în lagărele de concentrare din Europa. Această politică a unei conduceri depășită de împrejurări este considerată ca cel mai mare eșec din istoria CICR.
După noiembrie 1943, CICR a primit aprobarea de a transmite pachete pentru deținuții din lagărele de concentrare ale căror nume și locație erau cunoscute. Ea a reușit să înregistreze identitățile a aproximativ 105.000 de deținuți și a livrat aproximativ 1,1 milioane de pachete, în principal către lagărele Dachau, Buchenwald, Ravensbrück, și Sachsenhausen, un ajutor deosebit de modest într-un război soldat cu 61 000 000 de morți (peste 16 000 000 militari și peste 45 000 000 civili), sute de milioane de răniți, dislocați, refugiați, etc.

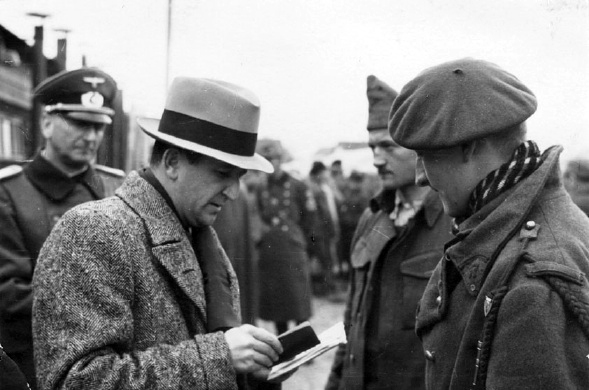
Marcel Junod, delegat al CICR, vizitând prizonieri de război în Germania.
(© Benoit Junod, Elveția)

La data de 12 martie 1945, președintele CICR, Jacob Burckhardt a primit un mesaj de la Obergruppenführerul SS (generalul) Ernst Kaltenbrůnner, care accepta solicitarea CICR de a permite delegaților să viziteze lagărele de concentrare. Acest acord prevedea însă ca delegații să rămână în lagăre până la finalul războiului. Zece delegați, Louis Haefliger (lagărul Mauthausen), Paul Dunant (lagărul Theresienstadt), Victor Maurer (lagărul Dachau) ș.a. au acceptat să meargă. Louis Haefliger a anunțat trupele americane cu privire la ceea ce urma să se întâmple la Mauthausen-Gusen, salvând viața a aproximativ 60.000 de oameni. Acțiunile sale au fost condamnate de CICR deoarece i-au pus în pericol neutralitatea. Doar în 1990, reputația sa a fost - în sfârșit - reabilitată de Cornelio Sommaruga, președintele CICR.
Un alt exemplu de spirit umanitar a fost Friedrich Born (1903-1963), delegat al CICR la Budapesta, care a salvat viețile a aproximativ 15.000 de evrei din Ungaria. Marcel Junod (1904-1961), un fizician din Geneva, a fost un alt delegat faimos. Acesta a fost unul dintre primii străini care au vizitat Hiroshima după ce bomba atomică a fost lansată.
În 1944, CICR a primit al doilea Premiu Nobel. Ca și în Primul Război Mondial, a primit singurul Premiu Nobel pentru Pace din timpul conflictului militar (1939-1945). La sfârșitul războiului, CICR a lucrat cu societățile naționale de Cruce Roșie pentru a organiza acțiuni de ajutorare în regiunile foarte afectate. În 1948, Comitetul a publicat un raport prin care a rezumat activitatea sa din perioada războiului, de la 1 septembrie 1939, până la 30 iunie 1947. Din ianuarie 1996, arhiva CICR din această perioadă a fost deschisă pentru cercetare academică și publică.

#### CICR după al Doilea Război Mondial

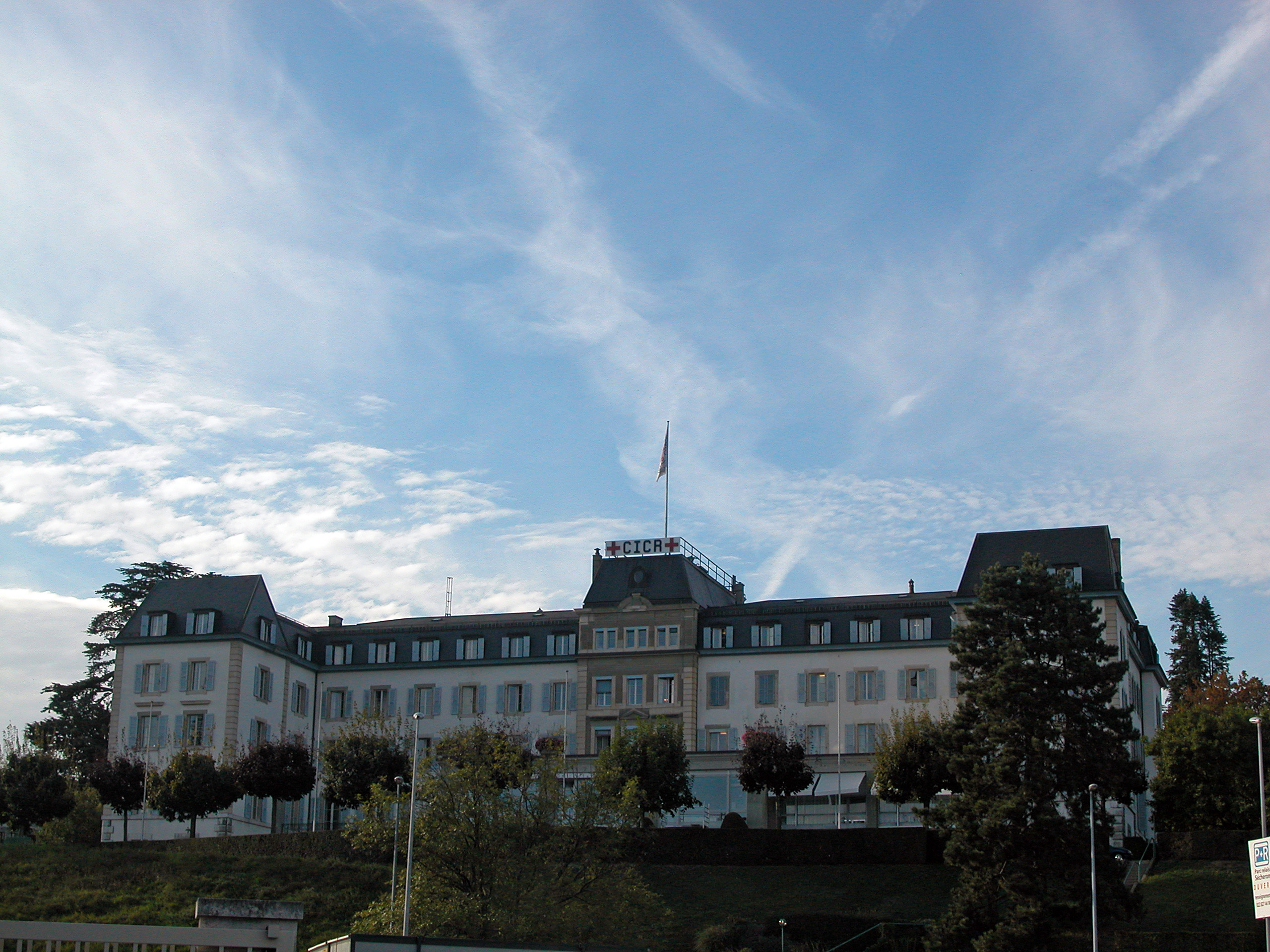
Sediul CICR de la Geneva.

La 12 august 1949, au fost adoptate anumite revizuiri ale celor două Convenții de la Geneva și a convenției adiționale „pentru ameliorarea condiției membrilor Forțelor Armate Marine răniți, bolnavi și naufragiați”. Această redenumită „A doua Convenție de la Geneva”, a devenit succesoarea Convenției a X-a de la Haga. Convenția de la Geneva din 1929 „legată de tratamentul prizonierilor de război” poate fi considerată a fi a doua Convenție de la Geneva dintr-un anumit punct de vedere istoric (deoarece era formulată la Geneva), dar după 1949 a fost numită a treia Convenție de la Geneva deoarece, cronologic vorbind, a fost creată după Convenția de la Haga. Reacționând față de experiența celui de-al Doilea Război Mondial a fost adoptată o nouă convenție „legată de protecția civililor în vreme de război”, „A Patra Convenție de la Geneva”, menită să poată fi aplicată și în cazul războaielor civile, ca urmare a protocoalelor adiționale din data de 8 iunie 1977. Astăzi, cele patru convenții și protocoalele sale adiționale conțin peste 600 de articole, o creștere spectaculoasă față de cele 10 din 1864.
La sărbătorirea centenarului său, în 1963, CICR împreună cu Liga Societăților de Cruce Roșie, a primit al treilea Premiu Nobel pentru Pace. Din 1993, persoanelor care nu sunt de origine elvețiană le-a fost permis să lucreze ca delegați ai Comitetului, o sarcină care până atunci nu a fost permisă persoanelor ce nu posedau cetățenie elvețiană.
La data de 16 octombrie 1990, Adunarea Generală a ONU a decis să acorde CICR statutul de observator la sesiunile sale, primul astfel de permis acordat unei organizații nestatale. Rezoluția a fost propusă de 138 de state membre și a fost introdusă de ambasadorul italian Vieri Traxler, în memoria originilor organizației la Bătălia de la Solferino. Un acord cu guvernul elvețian semnat la data de 19 martie 1993, a afirmat independența deplină a Comitetului față de guvernul Elveției. Acordul protejează proprietățile CICR din Elveția, incluzând sediile și arhivele sale și garantează protejarea transferului de bunuri și fonduri.
La sfârșitul Războiului Rece, activitatea CICR a devenit mult mai periculoasă. În anii '90, și-au pierdut viața mai mulți delegați decât în orice moment al istoriei, în special intervenind în conflicte armate locale. Aceste incidente au demonstrat de cele mai multe ori nerespectarea regulilor Convențiilor de la Geneva și ale simbolurilor sale protectoare. Printre delegații uciși se numără:
- Frédéric Maurice a murit la data de 19 mai 1992 la vârsta de 39 de ani, la o zi după ce un transport al Crucii Roșii escortat de el a fost atacat la Sarajevo.
- Fernanda Calado (Spania), Ingeborg Foss (Norvegia), Nancy Malloy (Canada), Gunnhild Myklebust (Norvegia), Sheryl Thayer (Noua Zeelandă), și Hans Elkerbout (Olanda) au fost uciși în timp ce dormeau la data de 17 decembrie 1996 în spitalul CICR din orașul cecen Nowije Atagi, în apropiere de Groznîi. Ucigașii lor nu au fost prinși.
- Rita Fox (Elveția), Véronique Saro (Republica Democrată Congo), Julio Delgado (Columbia), Unen Ufoirworth (RD Congo), Aduwe Boboli (RD Congo), și Jean Molokabonge (RD Congo) se aflau în două mașini, fiind într-o misiune de ajutorare în nord-estul Republicii Democrate Congo, la 26 aprilie 2001, când au fost împușcați de atacatori necunoscuți.
- Ricardo Munguia (El Salvador) avea 39 de ani când a fost ucis în Afghanistan. Călătorea cu colegi din această țară când mașina lor a fost oprită de bărbați înarmați necunoscuți. El a fost împușcat iar colegii lui au fost eliberați.
- Vatche Arslanian (Canada) a fost coordonator logistic și lucra pentru misiunea CICR din Irak din 2001. În timp ce se deplasa în Bagdad împreună cu colegii săi din cadrul Semilunii Roșii Irakiene. A murit când autovehiculul lor a intrat într-o zonă de schimburi de focuri.
- Nadisha Yasassri Ranmuthu (Sri Lanka) a fost ucis de atacatori necunoscuți la data de 22 iulie 2003, când mașina sa a fost incendiată în apropierea orașului Hilla, la sud de Bagdad.

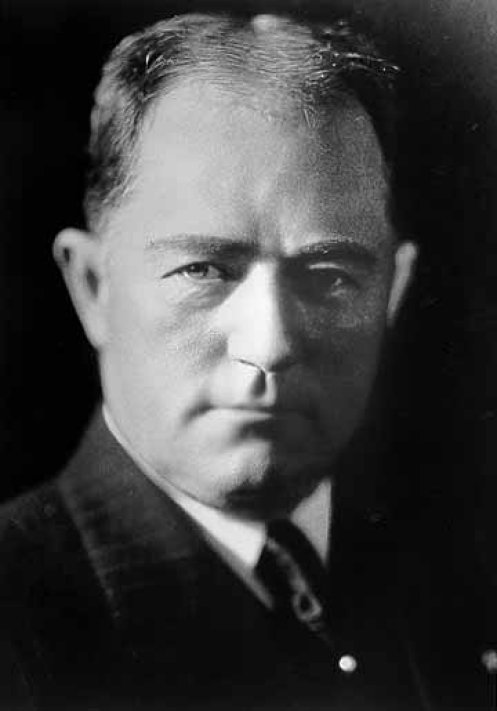
Henry Davison, Fondatorul Ligii Societăților de Cruce Roșie.
(Imagine de la: www.redcross.int)

## Federația Internațională a Societăților de Cruce Roșie și Semilună Roșie

### Istorie
În 1919, reprezentanți ai societăților de Cruce Roșie din Marea Britanie, Franța, Italia, Japonia și Statele Unite s-au reunit la Paris pentru a fonda „Liga Societăților de Cruce Roșie”. Ideea originală îi aparține lui Henry Davison, pe atunci președintele Crucii Roșii Americane (ARC). Această mișcare, condusă de Crucea Roșie Americană a extins activitatea internațională a Crucii Roșii. ARC avusese deja o misiune foarte solicitantă în urma unei catastrofe naturale.
Formarea Ligii, ca o organizație adițională a Crucii Roșii Internaționale nu s-a realizat fără controverse datorită mai multor motive. CICR a avut îngrijorări privind o posibilă rivalitate între cele două organizații. Fondarea Ligii a fost văzută ca o încercare de a submina poziția de lider a CICR în cadrul organizației și de a transfera treptat atribuțiile și competențele sale către o instituție multilaterală. În plus, toți membrii fondatori ai Ligii erau societăți din state din Antanta sau state asociate acesteia. Statutul original al Ligii din mai 1919 conținea mai multe prevederi care acordau societăților fondatoare drepturi speciale și, datorită eforturilor lui Henry P. Davison, dreptul de a exclude permanent societățile de Cruce Roșie din statele aparținând Puterilor Centrale și anume Germania, Austria, Ungaria, Bulgaria și Turcia, la acestea adăugându-se și Rusia. Aceste reguli erau contrare principiilor de universalitate și egalitate ale Crucii Roșii, fapt ce a alimentat temerile CICR.
Prima misiune de ajutorare organizată de Ligă a fost pentru victimele unei epidemii de tifos în Polonia. La doar cinci ani de la fondarea sa, Liga făcuse deja 47 de apeluri pentru donații în 34 de țări. Suma totală s-a ridicat la 685 de milioane de franci elvețieni, bani care au fost folosiți pentru suplimentarea ajutoarelor victimelor foametei din Rusia, Germania și Albania; cutremurelor din Chile, Persia, Japonia, Columbia, Ecuador, Costa Rica și Turcia și refugiaților din Grecia și Turcia. Prima misiune a Ligii într-un dezastru la scară mare a avut loc în urma unui cutremur petrecut în Japonia în 1923 care a ucis 200.000 de persoane și a lăsat mult mai multe persoane rănite sau fără adăpost. Datorită coordonării Ligii, Societatea de Cruce Roșie din Japonia a primit bunuri de la organizațiile sale surori în valoare totală de aproximativ 100 de milioane de dolari americani. Altă acțiune a Ligii a fost crearea organizațiilor de tineret ale Crucii Roșii în cadrul societăților naționale. 

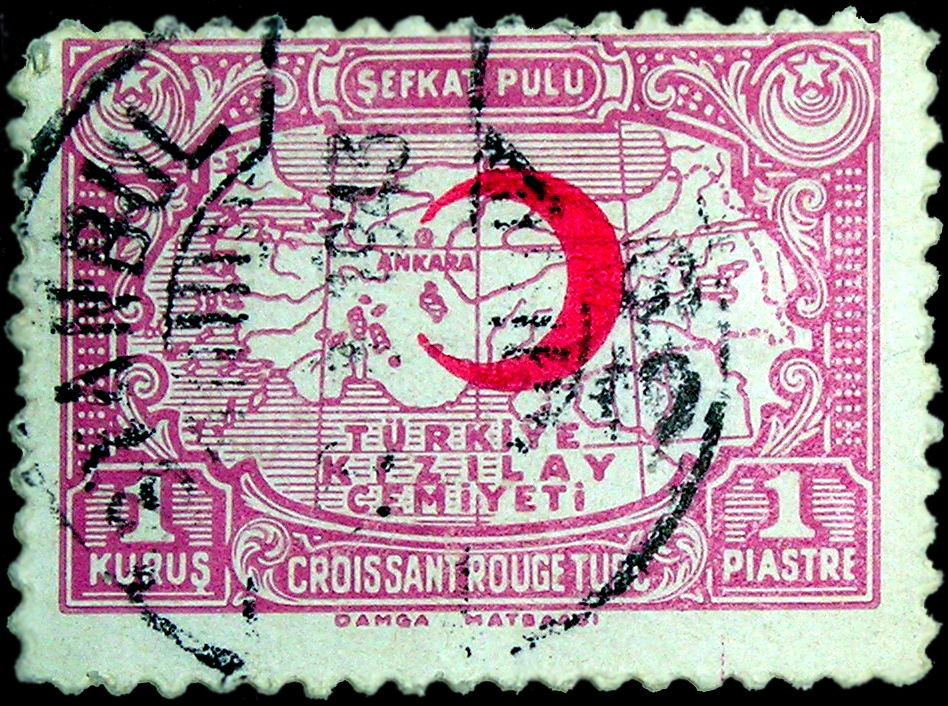
Timbru din Turcia în sprijinul Semilunii Roșii, 1928.

O misiune comună a Ligii și CICR în timpul Războiului Civil din Rusia din 1917 până în 1922 a fost prima dată când mișcarea a fost implicată într-un conflict intern, chiar dacă nu a avut un mandat special din partea Convenției de la Geneva. Liga, cu suportul a peste 25 de societăți naționale a organizat misiuni de asistență și de distribuire a hranei și altor ajutoare populației civile afectate de foamete și boli. CICR a lucrat cu Crucea Roșie Rusă și mai târziu cu societatea Uniunii Sovietice. În 1928 a fost fondat „Consiliul Internațional” pentru a coordona cooperarea dintre CICR și Ligă, o sarcină care mai târziu a fost preluată de „Comisia Permanentă”. În același an, un statut comun al mișcării a fost adoptat pentru prima dată, definind rolurile CICR și ale Ligii în cadrul mișcării.
În timpul războiului dintre Etiopia și Italia între anii 1935 și 1936, Liga a contribuit cu ajutoare în valoare de aproximativ 1,7 milioane franci elvețieni. Datorită regimului fascist din Italia, condus de Benito Mussolini, statul italian a refuzat orice cooperare cu Crucea Roșie, aceste bunuri fiind livrate doar Etiopiei. În timpul războiului, aproximativ 29 de persoane și-au pierdut viața chiar fiind sub protecția explicită a simbolului Crucii Roșii datorită atacurilor Armatei Italiene. În timpul Războiului Civil din Spania între anii 1936 și 1939 Liga și-a unit din nou forțele cu CICR cu ajutorul a 41 de societăți naționale. În 1939, al începutul celui de-al Doilea Război Mondial, Liga și-a mutat sediul de la Paris la Geneva pentru a profita de neutralitatea Elveției.

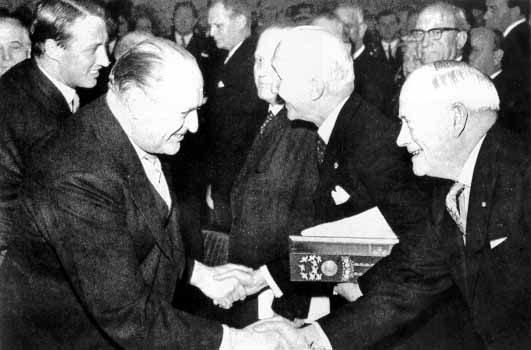
Ceremonia Premiului Nobel pentru Pace în 1963; De la stânga la dreapta: Regele Olaf al Norvegiei, Președintele CICR Leopold Boissier, John A. MacAulay.
(Sursa: www.redcross.int)

În 1952, statutul comun al mișcării din 1928 a fost modificat pentru prima dată. De asemenea, perioada de decolonizare dintre anii 1960 și 1970 a fost marcată de un salt uriaș al numărului de organizații naționale de Cruce Roșie și Semilună Roșie. La sfârșitul anilor '60, erau mai mult de 100 de astfel de societăți la nivel internațional. La data de 10 decembrie 1963, Federația și CICR au primit Premiul Nobel pentru Pace. În 1983, Liga a fost redenumită în „Liga Societăților de Cruce Roșie și Semilună Roșie” pentru a marca creșterea numărului de societăți naționale care operau sub simbolul Semilunii Roșii. Trei ani mai târziu, cele 7 principii de bază ale mișcării adoptate în 1965 au devenit parte a statutului său. Numele Ligii a fost schimbat din nou în 1991, ajungându-se la actualul său nume, „Federația Internațională a Societăților de Cruce Roșie și Semilună Roșie”. În 1997, CICR și Federația au semnat Acordul de la Sevilla care a definit responsabilitățile ambelor organizații în cadrul mișcării. În 2004, Federația și-a început cea mai mare misiune după dezastrul din Asia de Sud provocat de un tsunami în același an. Peste 40 de societăți naționale au lucrat cu peste 22.000 de voluntari pentru a ajutora persoanele rămase fără adăpost și hrană.

#### Președinți ai Federației
Din noiembrie 2009, președintele Federației este Tadateru Konoe (Japonia). Vice-președinții sunt Paul Bierch (Kenya), Jaslin Uriah Salmon (Jamaica), Mohamed El Maadid (Qatar) and Bengt Westerberg (Suedia).
Foști președinți:
| - 1919 - 1922: Henry Davison (SUA) - 1922 - 1935: John Barton Payne (SUA) - 1935 - 1938: Cary Travers Grayson (SUA) - 1938 - 1944: Norman Davis (Sua) - 1944 - 1945: Jean de Muralt (Elveția) - 1945 - 1950: Basil O'Connor (SUA) - 1976 - 1987: Alexandre Hay (Elveția) | - 1950 - 1959: Emil Sandstrom (Suedia) - 1959 - 1965: John MacAulay (Canada) - 1965 - 1977: José Barroso Chávez (Mexic) - 1977 - 1981: Adetunji Adefarasin (Nigeria) - 1981 - 1987: Enrique de la Mata (Spania) - 1987 - 1997: Mario Enrique Villarroel Lander (Venezuela) - 1997 - 2000: Astrid Nøklebye Heiberg (Norvegia) - 2001 - 2009: Juan Manuel del Toro y Rivera (Spania) |

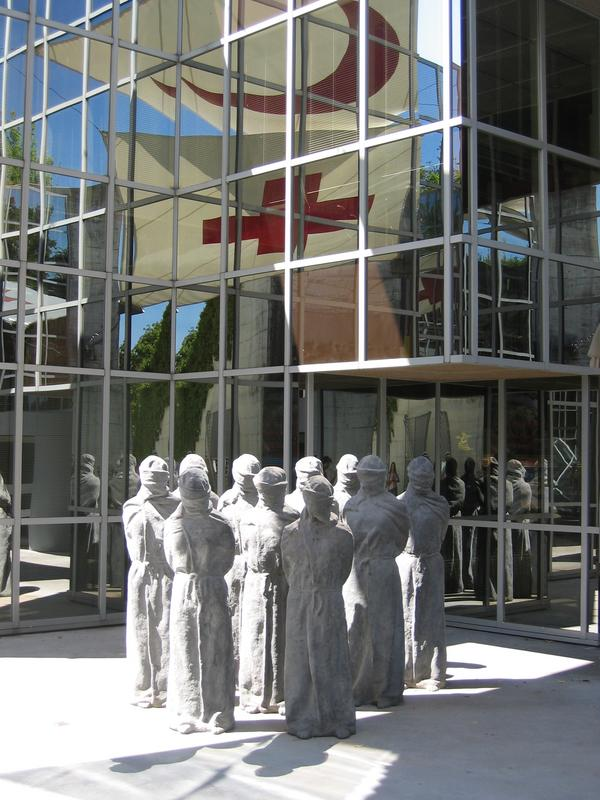
Intrarea la Muzeul Crucii Roșii și Semilunii Roșii Internaționale din Geneva.

## Activități

### Organizarea Mișcării
Există aproximativ 97 de milioane de persoane la nivel mondial care lucrează cu CICR, Federația și societățile naționale. Există aproximativ 300.000 de membri permanenți.
Conferința Internațională din 1965 de la Viena a adoptat șapte principii de bază care trebuiau să fie comune tuturor părților componente ale Mișcării, și care au fost adăugate statutului Mișcării în 1986:
- Umanitate
- Imparțiale
- Neutralitate
- Independență
- Voluntariat
- Unitate
- Universalitate

Conferința Internațională a Crucii Roșii și Semilunii Roșii, care are loc o dată la patru ani, este cel mai mare corp instituțional al Mișcării. Reunește delegați ai tuturor societăților naționale.

### Activitățile și organizarea CICR

#### Misiunea CICR și responsabilitățile sale în cadrul Mișcării
Misiunea oficială a CICR, ca organizație imparțială, neutră și independentă este aceea de a garanta protecția vieții și demnității victimelor conflictelor armate naționale și internaționale. Conforma Acordului de la Sevilla din 1997, este „Agenția de conducere” a Mișcării în conflicte. Cele mai importante sarcini ale Comitetului sunt:
- monitorizarea conformității părților dintr-un conflict cu Convențiile de la Geneva
- acordarea de asistență medicală celor răniți pe câmpul de luptă
- supervizarea tratării prizonierilor de război
- acordarea de ajutor în căutarea persoanelor dispărute în conflictele armate
- protejarea populației civile
- arbitrarea părților dintr-un conflict armat.

#### Statut legal și organizare
Sediul CICR se află în orașul Geneva din Elveția și are birouri externe în 80 de țări. Are aproximativ 12.000 de membri la nivel mondial, dintre care aproape 800 dintre aceștia lucrează în cadrul sediului de la Geneva. Contrar a ceea ce se crede, CICR nu este o Organizație non-guvernamentală în adevăratul sens al cuvântului, dar nici o organizație internațională. Deoarece membrii săi pot fi doar cetățeni elvețieni, nu are o politică deschisă indivizilor din alte state ca alte ONG-uri. Cuvântul „Internațional” din numele său nu se referă la capacitatea unei persoane de a fi membru, ci la scopul său de a întreprinde acțiuni internaționale, conform Convențiilor de la Geneva. CICR are privilegii speciale și imunitate legală în mai multe state, bazate pe legile din statele respective sau pe acorduri între Comitet și guvernele naționale. Conform legii elvețiene, CICR este o asociație privată.

#### Finanțare și chestiuni financiare
Bugetul pe 2005 al CICR a fost de aproximativ 970 milioane franci elvețieni. Majoritatea acestor bani vine din Elveția, de la societățile naționale de Cruce Roșie și Semilună Roșie și de la organizații internaționale cum ar fi Uniunea Europeană. Toate plățile către CICR sunt voluntare și sunt primite ca donații bazate pe două tipuri de apeluri ale Comitetului: Apeluri Centrale pentru acoperirea nevoilor interne și Apeluri de Urgență pentru misiunile sale individuale.

### Activitățile și organizarea Federației

#### Misiunea Federației și responsabilitățile sale în cadrul Mișcării

Emblema Federației.

Federația coordonează cooperarea dintre societățile naționale de Cruce Roșie și Semilună Roșie din toată lumea și sprijină fondarea unor noi societăți naționale în țările în care nu există. La nivel internațional, Federația organizează și conduce misiuni de asistență în caz de dezastre naturale, dezastre provocate de om, epidemii și alte urgențe. Conform Acordului de la Sevilla din 1997, Federația este Agenția de conducere a Mișcării în orice situație de urgență care nu apare într-o zonă de conflict armat. Federația cooperează cu societățile naționale din țările afectate - fiecare fiind numită Societate Națională de Operare (ONS) - la fel ca și cu societățile naționale din alte state care doresc să coopereze - numite Societăți Naționale Participante (PNS). Dintre cele 187 de societăți naționale admise ca fiind membre cu drepturi depline sau observatoare, între 25 și 30 lucrează ca PNS-uri în alte state. Cele mai active dintre acestea sunt Crucea Roșie Americană, Crucea Roșie Britanică, Crucea Roșie Germană, Crucea Roșie Suedeză și cea norvegiană.

### Societățile naționale în cadrul Mișcării

#### Recunoașterea oficială a unei societăți naționale

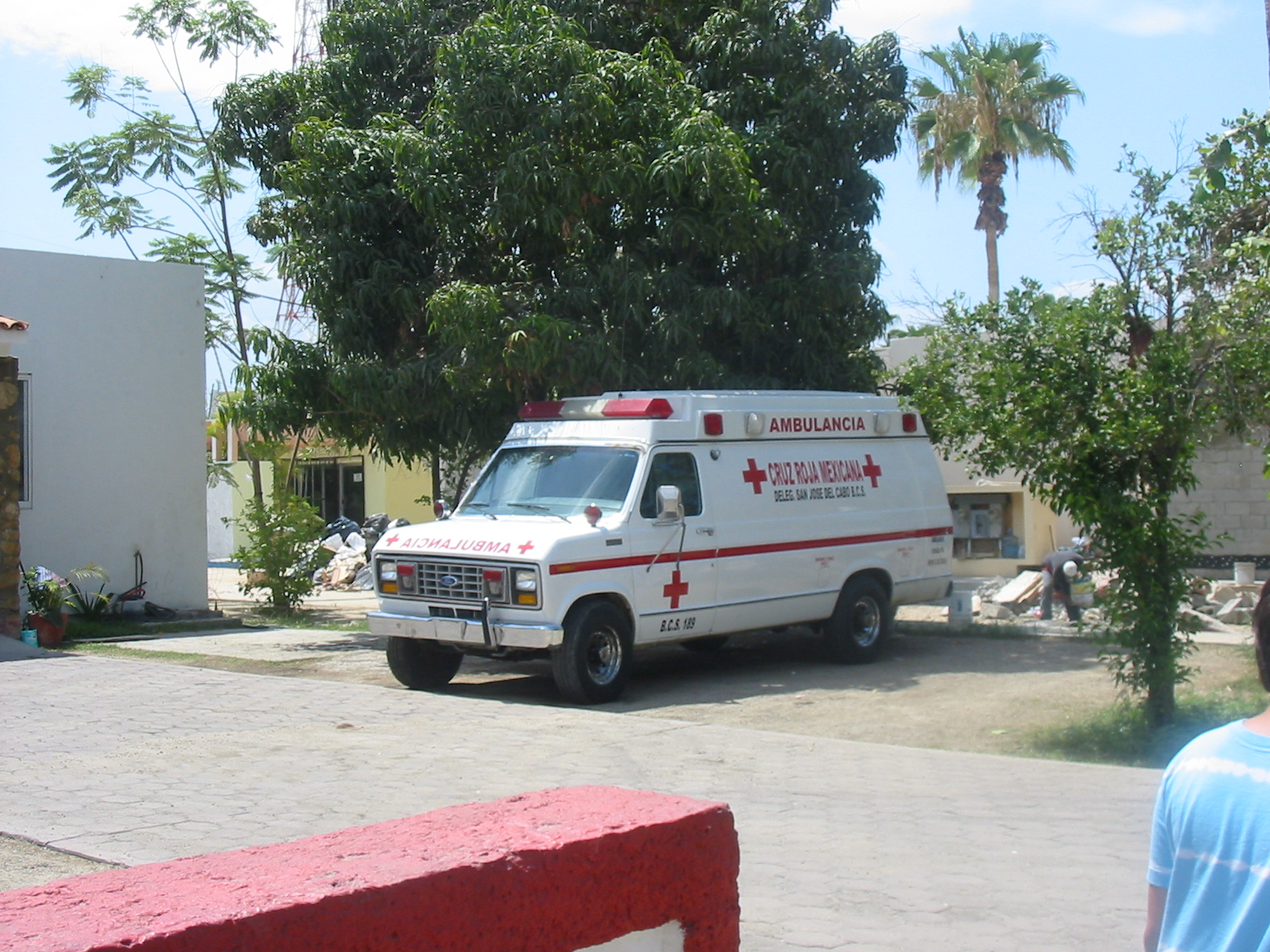
Ambulanță a Crucii Roșii Mexicane.

Societățile naționale de Cruce Roșie și Semilună Roșie există în aproape fiecare țară din lume. În cadrul statelor în care se află, acestea preiau datoriile și responsabilitățile unei societăți naționale de ajutorare lucru definit de Legea Umanitară Internațională. În cadrul Mișcării, CICR e responsabil de recunoașterea legală a unei societăți de ajutor ca societate națională de Cruce sau Semilună Roșie. Regulile exacte pentru recunoaștere sunt definite în statutul Mișcării: Articolul 4 din acest statut conține „Condițiile pentru recunoașterea Societăților Naționale”:
Pentru a fi recunoscută în termenii Articolului 5, paragraful 2 b) ca Societate Națională, Societatea trebuie să îndeplinească următoarele condiții:
1. Să fie constituită pe teritoriul unui stat independent unde este respectată Convenția de la Geneva pentru Ameliorarea Condiției Răniților și Bolnavilor pe câmpurile de luptă.
2. Să fie unica Societate de Cruce sau Semilună Roșie din statul respectiv și să fie condusă de un corp central care să fie singurul competent să o reprezinte.
3. Să fie recunoscută corespunzător de guvernul din țara respectivă pe baza Convențiilor de la Geneva și a legislației naționale ca societate voluntară.
4. Să aibă un statut autonom care să-i permită operarea în conformitate cu Principiile Fundamentale ale Mișcării.
5. Să folosească numele și emblema Crucii sau Semilunii Roșii în conformitate cu Convențiile de la Geneva.
6. Să fie organizată astfel încât să îndeplinească sarcinile definite în propriul statut, inclusiv pregătirea pentru război pe timp de pace.
7. Să-și extindă activitățile pe întreg teritoriul Statului.
8. Să recruteze membri voluntari, indiferent de rasă, sex, clasă socială, religie sau opinii politice.
9. Să adere la prezentul Statut și să coopereze cu membrii Mișcării.
10. Să respecte Principiile Fundamentale ale Mișcării și să fie ghidată în munca sa de principiile legilor umanitare internaționale.

După recunoașterea de către CICR, o societate națională e acceptată ca membră a Federației Internaționale a Societăților de Cruce Roșie și Semilună Roșie.

## Simboluri ale Mișcării
Simbolurile descrise mai jos au două înțelesuri distincte. Pe de o parte, simbolurile vizuale ale Crucii Roșii, Semilunii Roșii, Leului și Soarelui Roșu și Cristalului Roșu servesc ca semne protectoare în conflictele armate, lucru definit în cadrul Convențiilor de la Geneva. Aceasta se numește utilizare protectoare a simbolurilor. Pe de altă parte, aceste simboluri sunt folosite ca semne distinctive de acele organizații care sunt parte a Mișcării Internaționale de Cruce Roșie și Semilună Roșie. Aceasta este utilizare indicativă a emblemelor.

### Crucea Roșie

Simbolul Crucii Roșii.

Crucea Roșie pe un fundal alb a fost simbolul original de protecție declarat la Convenția de la Geneva din 1864. Este o inversare a steagului național al Elveției, fiind adoptat pentru a-l onora pe fondatorul său, elvețianul Henry Dunant și țara sa. Idea de a introduce un simbol de protecție uniform și neutru, precum și respectivul model aparține doctorului Louis Appia și generalului Henri Dufour, membri fondatori ai Comitetului Internațional. Crucea Roșie este definită ca simbol protector în Articolul 7 al Convenției de la Geneva din 1864, Capitolul VII și Articolul 38 în Convenția de la Geneva din 1949. Există un acord neoficial în cadrul Mișcării Crucii Roșii și Semilunii Roșii prin care forma crucii ar trebui să fie una compusă din cinci pătrate. Totuși, indiferent de formă, orice Cruce Roșie pe fundal alb ar trebui să fie un semn valid și recunoscut ca semn de protecție. Dintre cele 185 de societăți naționale recunoscute actual de către CICR, 151 folosesc Crucea Roșie ca emblemă oficială. În plus, Crucea Roșie este folosită de societatea națională din Tuvalu.

### Semiluna Roșie

Simbolul Semilunii Roșii.

În timpul Războiului Ruso-Turc, între anii 1876 și 1878, Imperiul Otoman a folosit o Semilună Roșie în locul Crucii Roșii deoarece guvernul considera că respectiva Cruce i-ar fi afectat pe soldații musulmani. În 1877, Rusia s-a angajat să respecte simbolul Semilunii Roșii, după care și Imperiul Otoman s-a angajat să respecte simbolul Crucii Roșii. După aceste evenimente, CICR a declarat în 1878 că ar fi posibil să se adopte simboluri oficiale adiționale pentru statele non-creștine. Semiluna Roșie a fost recunoscută oficial în anul 1929 când Convențiile de la Geneva au fost amendate (mai precis Articolul 19). Original, Semiluna Roșie a fost folosită de Turcia și Egipt. De la recunoașterea sa oficială și până azi, Semiluna Roșie a devenit emblema majorității statelor cu populații majoritar musulmane. Societățile naționale din unele state cum ar fi Pakistan (1974), Malaezia (1975) sau Bangladesh (1989) și-au schimbat oficial numele și emblema de la Crucea Roșie la Semiluna Roșie. Semiluna Roșie este folosită de 33 dintre cele 185 de societăți naționale recunoscute la nivel mondial.

### Cristalul Roșu

Cristalul Roșu.

Datorită controversei legate de societatea națională din Israel, Magen David Adom și alte dispute, introducerea unui simbol de protecție adițional și neutru a fost pus în discuție mai mulți ani, Cristalul Roșu fiind cea mai populară propunere. Alte încercări au inclus Sri Lanka (1957) și India (1977) care au încercat să introducă o Svastică Roșie. De asemenea, societățile din Kazakhstan și Eritreea au încercat să folosească o combinație a Crucii și Semilunii Roșii, după modelul Uniunii Sovietice, care a folosit această combinație până la destrămarea sa. Oricum, amendarea Convențiilor de la Geneva pentru adăugarea unui nou simbol de protecție solicită o conferință diplomatică a tuturor celor 192 de state semnatare. Guvernul elvețian a organizat o astfel de conferință care ar fi trebuit să aibă loc între 5 și 6 decembrie 2005 pentru a adopta un al treilea protocol la Convențiile de la Geneva pentru introducerea Cristalului Roșu ca simbol adițional cu statut egal cu Semiluna Roșie și Crucea Roșie. Conferința a fost amânată pentru data de 7 decembrie iar protocolul a fost adoptat. Din toate statele care au participat la conferință, 98 au votat pentru, 27 împotrivă și 10 s-au abținut de la vot.
Deși prima încercare de aderare a Israelului, ca stat independent, datează din 1948 și a fost reînnoită în fiecare an, CICR, sub presiunea țărilor din blocul arab-musulman a refuzat sistematic această aderare. La data de 22 iunie 2006 CICR a anunțat că Mișcarea Internațională de Cruce Roșie și Semilună Roșie a adoptat Cristalul Roșu ca emblemă adițională și a anunțat de asemenea recunoașterea Societății Palestiniene de Semilună Roșie (PRCS) și Societatea Națională Israeliană, Magen David Adom (MDA).. De menționat că recunoașterea simultană, ca pachet a acestor două organizații a fost deosebit de problematică deoarece, pentru a fi recunoscută ca Societate Națională, conform articolului 5, paragraful 2 b)Societatea „trebuie să fie constituită pe teritoriul unui stat independent unde este respectată Convenția de la Geneva pentru Ameliorarea Condiției Răniților și Bolnavilor pe câmpurile de luptă.” ori Societatea Palestiniană de Semilună Roșie (PRCS) nu aparține unui stat, iar „respectarea Convenției de la Geneva pentru Ameliorarea Condiției Răniților și Bolnavilor pe câmpurile de luptă", este inexistentă în respectiva Autoritate Autonomă Palestiniană și cu deosebire în zona Gaza (vezi cazul soldatului israelian prizonier Șalit).
La data de 14 ianuarie 2007, al treilea protocol adițional a intrat în vigoare.

### Leul și Soarele Roșu
Între 1924 și 1980, Iranul a utilizat 'Leul și Soarele Roșu' ca simbol pentru societatea sa națională, bazat pe steagul Dinastiei Qajar. Leul și Soarele Roșu a fost recunoscut ca simbol protector în 1929, odată cu Semiluna Roșie. În ciuda faptului că Iranul a adoptat Semiluna Roșie în 1980, acest stat are dreptul de a utiliza simbolul. Este considerat în continuare simbol de protecție.

### Magen David Adom

Emblema Magen David Adom în Israel.

Emblema Magen David Adom pentru folosirea în afara granițelor Israelului.

Magen David Adom (MDA), (ebraică Steaua lui David Roșie) societatea națională din Israel, a folosit Steaua lui David Roșie ca emblemă încă de la fondarea sa, în 1931. Propusă ca un adaos Crucii Roșii, Semilunii Roșii și Leului Roșu, propunerea a fost respinsă de CICR pe motiv că nu reprezenta un stat suveran - la vremea respectivă exista Palestina, care se afla sub mandat britanic. Devenit stat independent în 1948, Israelul a reîncercat să introducă emblema sa ca al treilea simbol de protecție în cadrul Convențiilor de la Geneva, dar propunerea a fost respinsă în 1949, recunoașterea Magen David Adom ca societate națională fiind amânată pe motivul că Steaua Roșie a lui David nu este încă un simbol de protecție recunoscut, în realitate, datorită opunerii și presiunilor statelor arabe și ale blocului comunist. Abia în 2006 Magen David Adom a fost recunoscut oficial de CICR, ca un troc pentru recunoașterea organizației nestatale Semiluna Roșie Palestiniană (vezi mai sus)
Deși MDA nu obținuse recunoașterea oficială, ea și-a dobândit o reputație excelentă în cadrul Mișcării participând prompt și eficient la foarte multe activități internaționale ale  Federației și ale CICR.